# سیارک ۲۰۵۷۱
سیارک ۲۰۵۷۱ (به انگلیسی: 20571 Tiamorrison، نامگذاری:1999RA135) بیست هزار و پانصد و هفتاد و یکمین سیارک کشف شده‌است که در ۹ سپتامبر ۱۹۹۹ کشف شد.
قدر مطلق سیارک برابر ۱۱.۷ است.